# ریتا بهادری
ریتا بهادری (انگلیسی: Rita Bhaduri؛ ۴ نوامبر ۱۹۵۵ – ۱۷ ژوئیهٔ ۲۰۱۸) یک هنرپیشه اهل هند بود.
از فیلم‌ها یا برنامه‌های تلویزیونی که وی در آن نقش داشته‌است می‌توان به گاهی آره گاهی نه، چه می‌گویند، پادشاه، عشق، ملاقات، خدای بشریت، قلب و عاشقانه، رنگ، تقاضا، شب دیدار فرا رسیده‌است، بی‌زبان، دلال و من قوی هستم اشاره کرد.